# Aulocyathus recidivus
Aulocyathus recidivus är en korallart som först beskrevs av Dennant 1906.  Aulocyathus recidivus ingår i släktet Aulocyathus och familjen Caryophylliidae. Inga underarter finns listade i Catalogue of Life.